# Arkadiusz Bąk
Arkadiusz Bąk (Stargard Szczeciński, 1974. október 6. –) lengyel válogatott labdarúgó.

## Pályafutása

### Klubcsapatban
1992 és 1995 között a Olimpia Poznań csapatában játszott. 1995 és 1996 között a Lechia Gdańsk, 1996-ban az Amica Wronki, 1996 és 1997 között a Ruch Chorzów játékosa volt. 1997-től 2002-ig a Polonia Warszawa labdarúgója volt, melynek tagjaként 2000-ben bajnoki címet szerzett és megnyerte a szuperkupát. 2002-ben rövid ideig Angliában játszott a Birmingham City csapatában. Később szerepelt még a Widzew Łódź (2002), a Polonia Warszawa (2002–03), az Amica Wronki (2003–06), a Lech Poznań (2006–07) és a Flota Świnoujście (2007–08) együttesében. 

### A válogatottban
1998 és 2002 között 13 alkalommal szerepelt a lengyel válogatottban. Részt vett a 2002-es világbajnokságon, a Portugália elleni csoportmérkőzésen csereként kapott lehetőséget. A Dél-Korea és az Egyesült Államok elleni találkozón nem lépett pályára.

## Sikerei, díjai
Polonia Warszawa
- Lengyel bajnok (1): 1990–00
- Lengyel kupagyőztes (1): 2000–01
- Lengyel szuperkupagyőztes (1): 2000

Egyéni
A lengyel bajnokság gólkirálya (1): 1997–98 (14 gól)

## Külső hivatkozások
- Arkadiusz Bąk adatlapja a National-Football-Teams.com oldalon (angolul)

- Arkadiusz Bąk (angol nyelven). FootballDatabase.eu
- Arkadiusz Bąk (angol nyelven). eu-football.info
- Arkadiusz Bąk (lengyel nyelven). 90minut.pl
- Arkadiusz Bąk (német nyelven). kicker.de
- Arkadiusz Bąk adatlapja a worldfootball.net oldalon (angolul)